# 聖華金 (卡拉波波州)

聖華金（西班牙語：San Joaquín），是委內瑞拉的城市，位於該國北部卡拉波波州，是聖華金市的首府，南面是巴倫西亞湖，該城市面積127平方公里，2011年人口62,777。